# Bubik István-díj
A Bubik István-díj a Magyar Művészetért díjrendszernek önálló értékű díja, amelyről évente dönt a kuratórium Kubik Anna vezetésével. A díjat a 2004-ben elhunyt színművész emlékére hozták létre.
A díjátadás a MM díjátadó gálákon történik, a többi díjjal együtt. A Magyar Művészetért – Bubik István-díj kuratóriumának tagjai voltak: Eperjes Károly, Kerényi Imre, Kubik Anna (elnök), Lohinszky Loránd, Márta István és Taub János. Az elismerést 35 évesnél fiatalabb színész vagy rendező érdemelheti ki.
A kitüntetett a pénzjutalom mellett átveheti Györfi Sándor szobrászművész bronzból készült főnixmadár-allegóriáját, valamint A csillagokban Bubik István című díszalbumot, amelyet karácsonyra és a színész halálának 1. évfordulójára jelentettek meg.

## Díjazottak
- 2015 – László Sándor[1]
- 2014 – Molnár László[2]
- 2014 – Balázs Attila[3]
- 2012 – Kézdi Imola[4]
- 2008 – Tóth Tibor, színházigazgató[5]
- 2007 – Bogdán Zsolt, kolozsvári színész
- 2006 – Kerekes Éva
- 2005 – Trill Zsolt, a Beregszászi Illyés Gyula Magyar Nemzeti Színház tagja